# Lagrein
Le Lagrein est un cépage de raisins noir cultivé dans le Haut-Adige. Des analyses génétiques ont montré une parenté entre le Lagrein et le Teroldego ainsi que le Marzemino.
Il sert également à élaborer un rosé nommé Kretzer.

## Synonymes
Blauer Lagrain, Burgundi Lagrein, Lagrain, Lagrino et Lagroin.

## À noter
Au XVIIIe siècle, il existait un Lagrein blanc.

## Source
- (it) Cet article est partiellement ou en totalité issu de l’article de Wikipédia en italien intitulé « Lagrein » (voir la liste des auteurs).